# Svante Kohala
Svante Arnold Nissen Kohala (* 9. Februar 1998 in Norra Ljusterö) ist ein schwedischer Rennrodler.

## Familie und sportliche Rahmenbedingungen

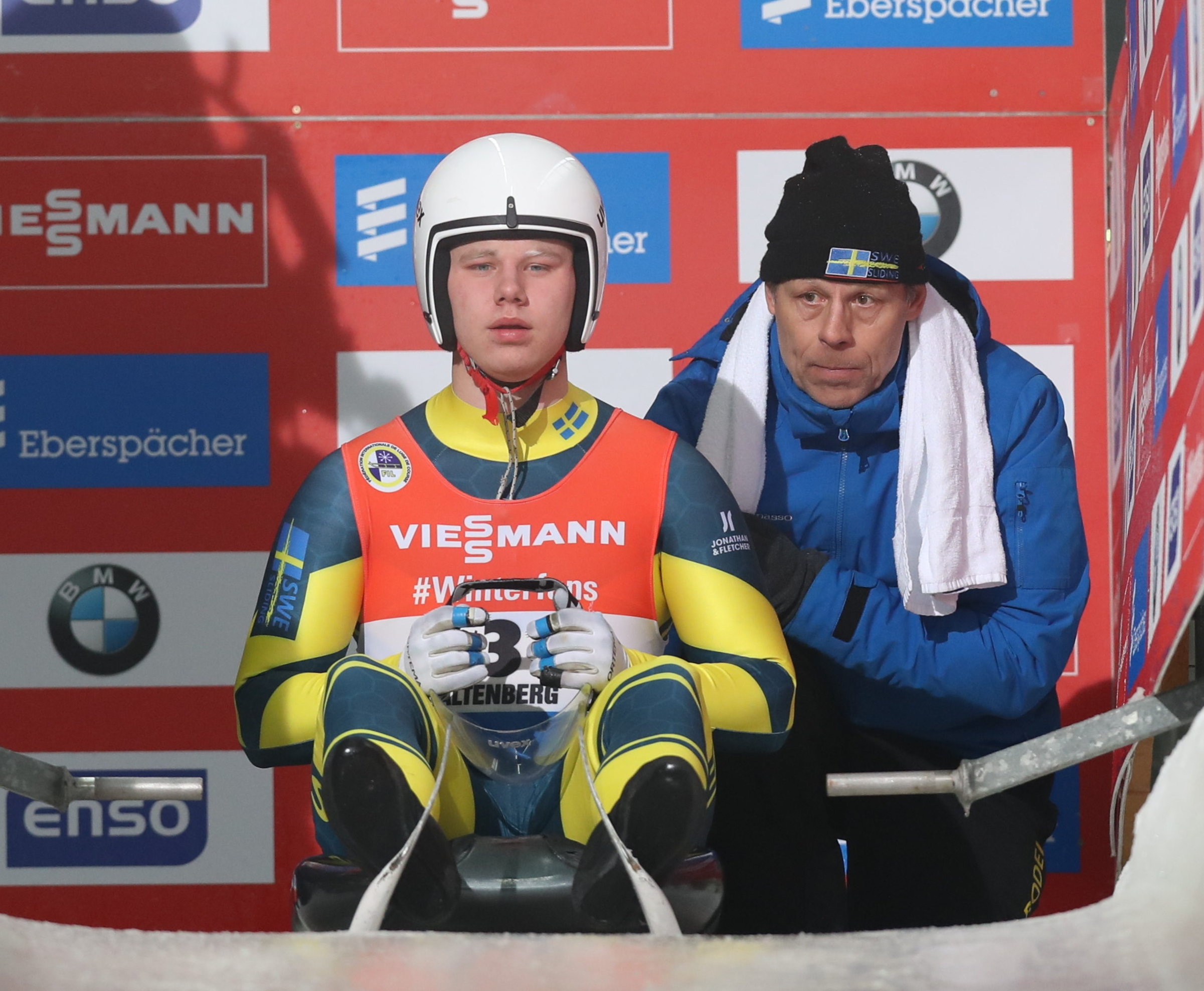
Svante wird von seinem Vater Hans Kohala (rechts) am Start beim Weltcup 2019 in Altenberg betreut

Svante Kohala gehört zu einer Rodlerfamilie. Der Vater Hans Kohala nahm mit seinem Doppelpartner Carl-Johan Lindqvist an den Olympischen Winterspielen 1992 und 1994 teil. Die Mutter Ann Kiesbye Kohala ist Team-Managerin des schwedischen Rodelverbandes. Auch die jüngere Schwester Tove ist eine international aktive Rennrodlerin. Er lebt in Ljusterö und startet für den Skärgårdens Rodel och Kälkklubb. Sein Trainer sind Anders Söderberg (Bahn) und Helena Westerberg (Physis). Das schwedische Team arbeitet seit 2018 eng mit der australischen Rodel-Nationalmannschaft zusammen. Kohala trainiert dabei insbesondere in Innsbruck-Igls. Er ist der erste schwedische Weltcupstarter seit 2006, als Bengt Walden zum US-Verband wechselte.

## Junioren
Kohala gab sein internationales Debüt in der Saison 2013/14 im A-Jugend-Weltcup in Lillehammer und wurde dort 22. Es blieb der einzige Einsatz in der Rennserie, bei der er mit 19 Punkten am Ende 62. der Gesamtwertung wurde. In Igls trat er zudem bei den Juniorenweltmeisterschaften 2014 an und wurde dort 38.
Die Saison 2014/15 begann Kohala erst nach dem Jahreswechsel mit den Juniorenweltmeisterschaften 2015 in Lillehammer, bei denen er den 33. Platz belegte. Im A-Jugend-Weltcup bestritt er anschließend die beiden letzten Saisonrennen in Igls und Winterberg. Das erste Rennen beendete er als 29., beim zweiten Rennen kam er nicht ins Ziel. Mit zwölf Punkten wurde er schließlich 55. der Gesamtwertung.

## Zwischen Junioren und Weltcup
2015/16 begann Kohala die Saison mit dem Auftakt zum A-Weltcup in Igls. Im Nationencup-Rennen erreichte er Platz 28 und scheiterte damit an der Qualifikation zum eigentlichen Weltcuprennen. Es blieb das einzige Rennen bei den Männern in dieser Saison. Mit 13 Punkten wurde er 51. der Gesamtwertung des Nationencups, im Rahmen der Gesamtweltcup-Wertung wurde er mit zwei Punkten 57. Beim A-Jugend-Weltcup in Lillehammer wurde er 23. Zwei weitere Rennen bestritt er am Königssee, wo er den 25. Platz belegte sowie in Igls, wo er auf Rang 33 fuhr. Mit 42 Punkten wurde er am Ende 47. der Gesamtwertung. Höhepunkt der Saison waren die Olympische Jugend-Winterspiele 2016 in Lillehammer. Bei einem Teilnehmerfeld von 22 Startern lag Kohala nach dem ersten Lauf auf dem 15. Platz, ehe er sich nach einem besseren zweiten Durchgang mit der elften Zeit auf den zwölften Platz in der Gesamtwertung verbesserte.
Zum Auftakt der Saison 2016/17 im Weltcup der Junioren nahm Kohala erstmals an einer Nordamerika-Tour teil. Bei den beiden Rennen in Calgary wurde er Sechster und Achter. Nach der Rückkehr nach Europa und dem Jahreswechsel startete er am Königssee im Nationencup und wurde dort 29. Damit scheiterte er weit an der Qualifikation zum Weltcup. Doch da der Weltcup zugleich die Europameisterschaften 2017 waren, platzierte er sich dort auf Platz 27. Es blieb erneut das einzige Rennen im Nationencup. Mit zwölf Punkten belegte er den 55. Platz in der Gesamtwertung des Wettbewerbs und mit zwei Punkten Rang 59 in der des Weltcups. Danach kamen in Igls und Oberhof zwei 19. Ränge im Weltcup der Junioren hinzu. Nach vier der sechs möglichen Saisonrennen belegte Kohala mit 136 Punkten den 17. Platz der Gesamtwertung. Die Rennen in Oberhof waren zugleich die Junioreneuropameisterschaften 2017, in deren Rahmen er 18. wurde. Höhepunkt der Saison wurden die Weltmeisterschaften 2017 in Igls. Auf der Bahn bei Innsbruck fuhr der Schwede auf den 39. Rang und platzierte sich in der separaten U-23-Wertung als 17.

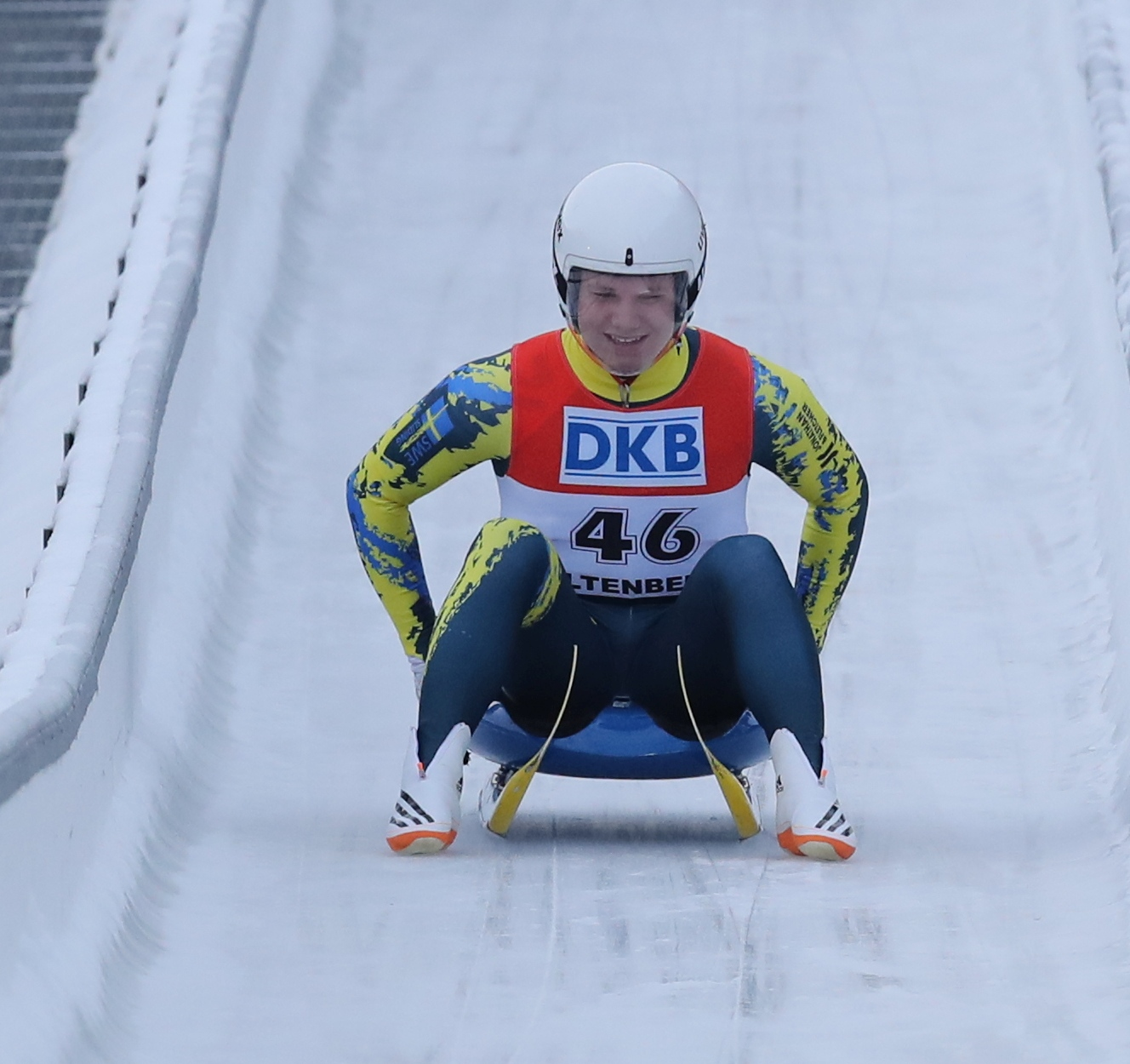
Kohala im Nationencup-Rennen im Dezember 2017 in Altenberg

Die Saison 2017/18 brachten mehr Einsatzzeiten für Kohala. Den Auftakt machte der Weltcup in Igls, wo der Schwede 34. wurde, in Winterberg gar nur 47., in Altenberg 44. Anschließend bestritt er die komplette Saison im Junioren-Weltcup. Die ersten beiden Rennen wurden in Oberhof ausgetragen, wo er auf die Ränge 21 und 17 fuhr. Nach einem 21. Platz am Königssee folgten zwei Rennen in Igls, wo Kohala zunächst 20. wurde, wohingegen er das zweite Rennen nicht beenden konnte. Zum Saisonfinale in Winterberg wurde er 23. Mit 103 Punkten wurde er 23. der Gesamtwertung. Direkt nach dem Jahreswechsel trat er in Königssee zum vierten Mal in der Saison im Nationencup an und wurde 27. Mit 23 Punkten aus vier Rennen belegte er den 58. Platz in der Gesamtwertung des Nationencups, mit fünf Punkten ebenfalls den 58. Platz im Rahmen des Weltcups.

## Weltcup

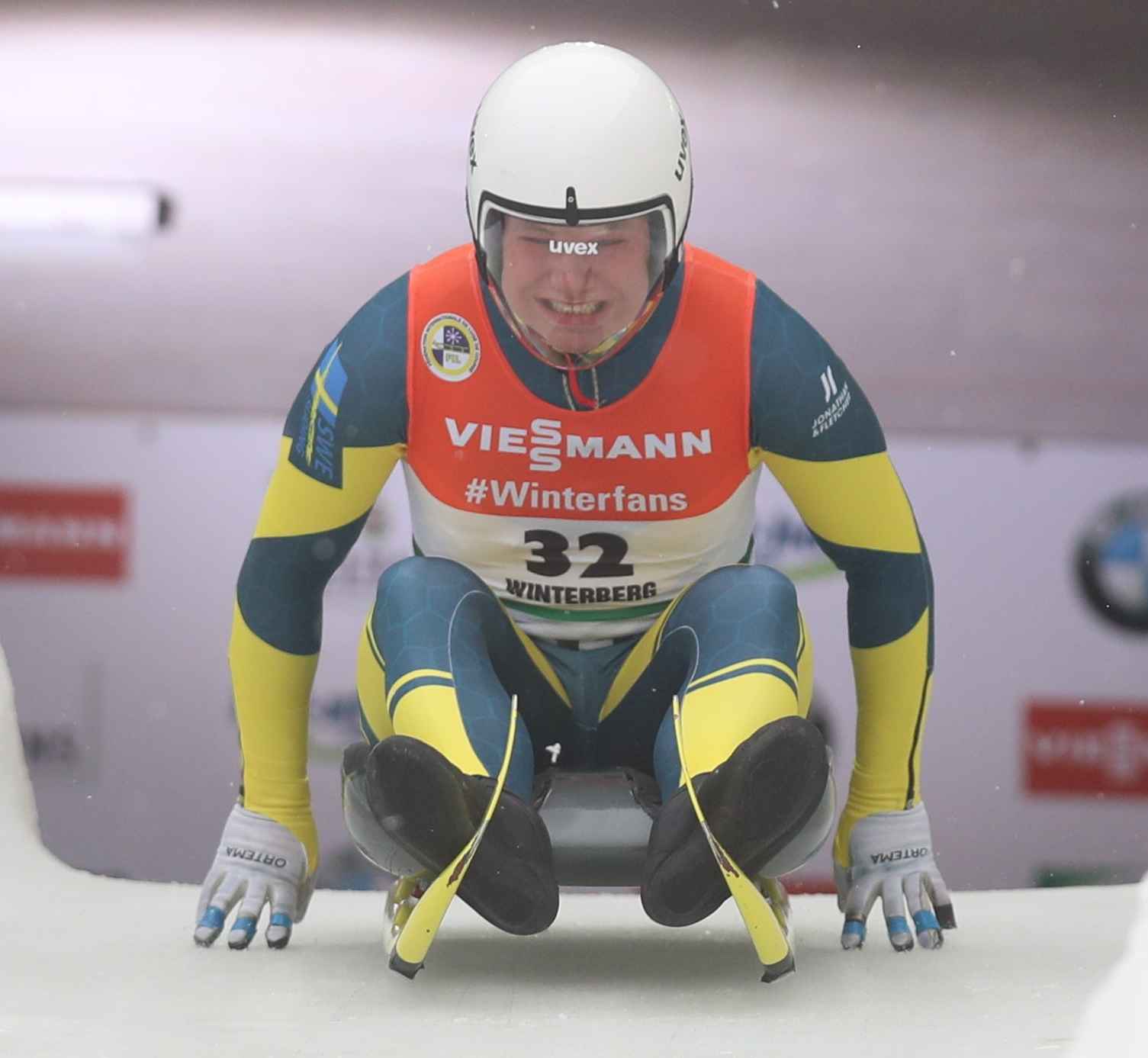
Kohala am Start bei den Weltmeisterschaften 2019

Seit 2018/19 tritt Kohala nur noch bei den Männern im Leistungsbereich und nicht mehr bei den Junioren an. Die Saison begann mit einer Disqualifikation im ersten Nationencup-Rennen der Saison in Igls. Es folgte die Nordamerika-Tour, bei der er das Rennen in Whistler ausließ. In Calgary und Lake Placid verpasste er danach mit zwei 20. Rängen erneut die erste Teilnahme an einem Weltcup-Rennen. Dieses erreichte er nach dem Jahreswechsel als 21. des Nationencups am Königssee. Bei seinem ersten Weltcuprennen wurde er anschließend 28. Auch in Sigulda erreichte Kohala als 15. des Nationencups das Weltcuprennen und wurde dort 29. Anschließend startete er bei den Weltmeisterschaften 2019 in Winterberg. Mit Rang 29 platzierte er sich in etwa im Bereich seiner zuvor erreichten Weltcup-Ergebnisse. Nach der WM schaffte er in Altenberg und Oberhof als 18. und 17. zum dritten und vierten Mal in Folge die Weltcup-Qualifikation und fuhr dort auf die Platze 30 und 28. Die Rennen in Oberhof waren zugleich die Europameisterschaften 2019, in deren Rahmen sich Kohala als 22. Platzierte. Mit 135 Punkten wurde er am Ende 27. in der Gesamtwertung des Nationencups, mit 64 Punkten 34. der des Weltcups.

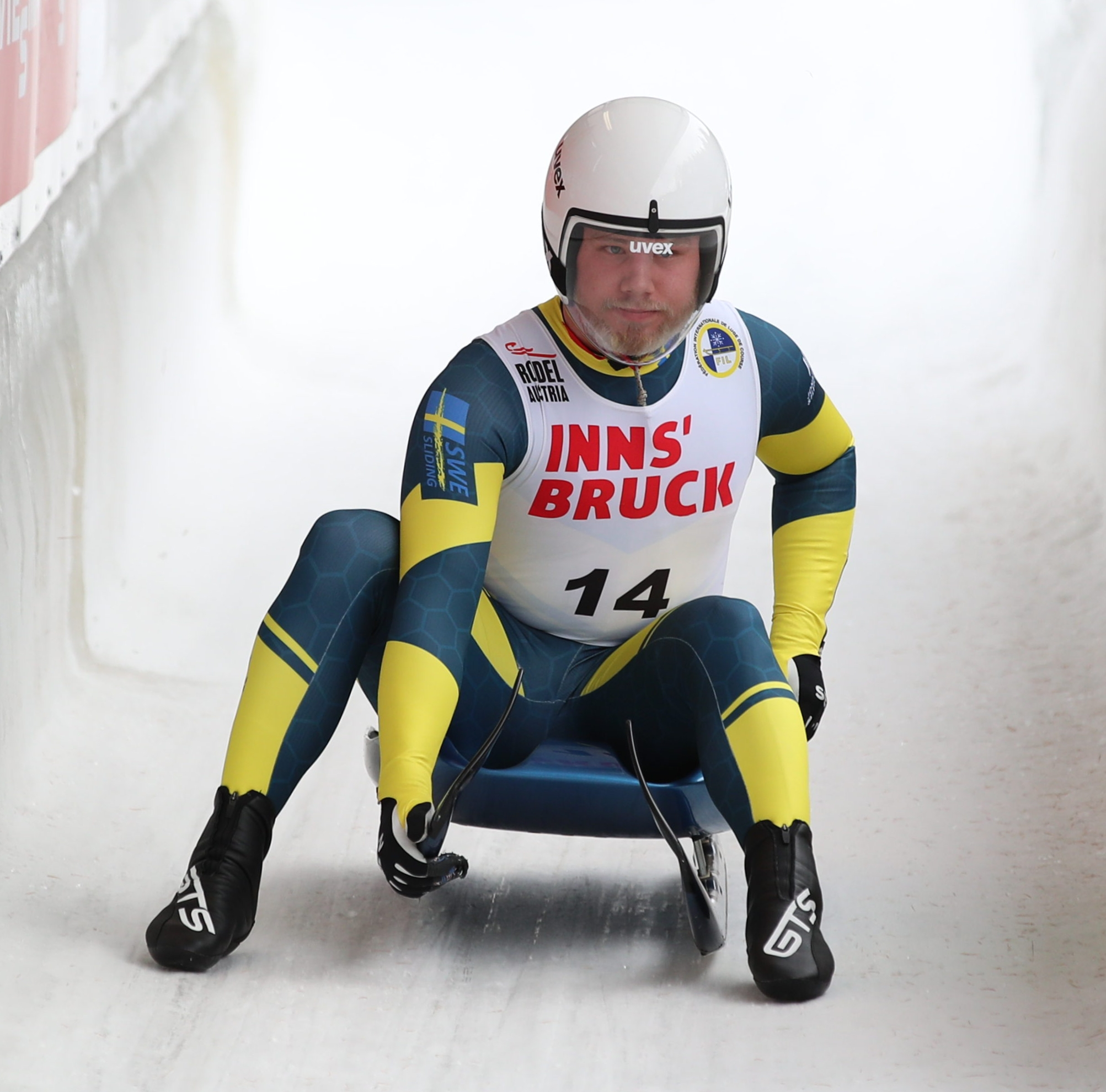
Kohala im Ziel des Nationencuprennens 2019 in Igls

In der Saison 2019/20 nahm Kohala erstmals an allen Weltcups der Saison teil. Nach wie vor blieb die Qualifikation für das Weltcuprennen die Ausnahme, doch konnte sich der Schwede dennoch weiter bei seinen Ergebnissen im Nationencup konsolidieren. Mit einem 19. Rang zum Saisonauftakt in Igls scheiterte er relativ knapp an einer Qualifikation, ebenso als 17. in Lake Placid. Als 23. in Whistler und 22. in Altenberg scheiterte er schon deutlicher. Die erste Qualifikation für einen Weltcup schaffte er als 15. in Lillehammer, beim Weltcuprennen wurde er 27. Es waren gleichzeitig die Europameisterschaften 2020. Im Rahmen der EM belegte Kohala den 21. Platz, in der U-23-Wertung und wurde Fünfter der 16 Gewerteten. Auf der Bahn, die Kohala als seine persönliche Heimbahn betrachtet, konnte er im ersten Lauf einen neuen schwedischen Bahnrekord erzielen. Danach verpasste er als 20. in Sigulda und 19. in Oberhof erneut die Hauptrennen vergleichsweise knapp. Anschließend fanden in Sotschi die Weltmeisterschaften 2020 statt. Kohala wurde 25., in der U-23-Wertung Sechster. Beim aus Witterungsgründen sehr chaotischen Rennen in Winterberg, bei dem etwa Österreich und die USA ihre Mannschaften zurückzogen und auch weitere Rodler und Rodlerinnen nicht an den Start gingen, nutzte Kohala die Gelegenheit und schaffte als 15. im Nationencup die Qualifikation für das Weltcuprennen. In diesem belegte Kohala den 19. Rang unter 24 Startern und damit sein bestes Ergebnis im Weltcup. Auch bei der letzten Weltcup-Station am Königssee schaffte er als 14. des Nationencups die Qualifikation für das Weltcup-Rennen, in dem er 27. wurde. Mit 206 Punkten erreichte er in der Gesamtwertung des Nationencups den 18. Rang, in der Gesamtwertung des Weltcups wurde er mit 87 Punkten 35.

## Statistik

### Erfolge bei Meisterschaften

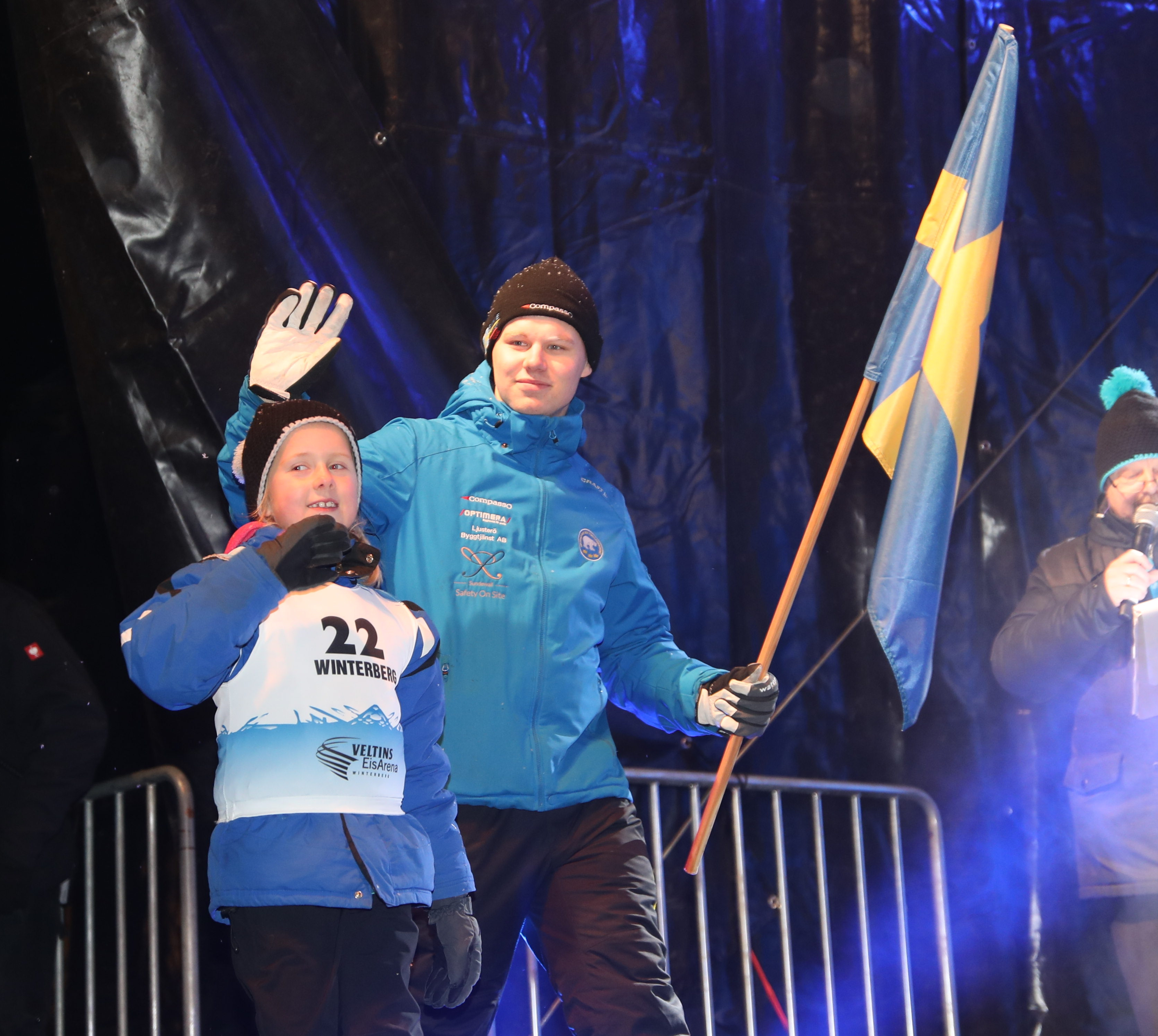
Kohala als schwedischer Fahnenträger bei der Eröffnungsfeier der Weltmeisterschaften 2019

Weltmeisterschaften
- 2017: 39.
- 2019: 29.
- 2020: 25.

Europameisterschaften
- 2017: 27.
- 2019: 22.
- 2020: 21.

U-23-Weltmeisterschaften
- 2017: 17.
- 2020: 6.

U-23-Europameisterschaften
- 2020: 5.

Olympische Jugend-Winterspiele
- 2016: 12.

Junioren-Weltmeisterschaften
- 2014: 38. Einzel
- 2015: 33. Einzel

Junioren-Europameisterschaften
- 2017: 18.

### Platzierungen im Gesamtweltcup
| Saison  | Platz | Punkte | Sprintweltcup | Nationencup | Punkte |
| ------- | ----- | ------ | ------------- | ----------- | ------ |
| 2015/16 | 57.   | 002    | 0–            | 51.         | 013    |
| 2016/17 | 59.   | 002    | 0–            | 55.         | 012    |
| 2017/18 | 58.   | 005    | 0–            | 58.         | 023    |
| 2018/19 | 34.   | 064    | 0–            | 27.         | 135    |
| 2019/20 | 35.   | 087    | 0–            | 18.         | 206    |

## Einzelbelege
1. ↑  Ann Kiesbye Kohala (52 år) Ljusterö | Ratsit. Abgerufen am 13. Oktober 2020 (sv-se).
2. ↑  Svante Kohala - Sportlerprofil - Rodeln. Abgerufen am 13. Oktober 2020 (englisch).
3. ↑  Sveriges Radio: Möt rodelfamiljen: ”Var emot det i början” - Radiosporten. Abgerufen am 12. Oktober 2020 (schwedisch).
4. ↑  Olympedia – Hans Kohala. Abgerufen am 12. Oktober 2020 (englisch).
5. ↑  Banrodel. Archiviert vom Original (nicht mehr online verfügbar) am 13. Oktober 2020; abgerufen am 12. Oktober 2020 (schwedisch).  Info: Der Archivlink wurde automatisch eingesetzt und noch nicht geprüft. Bitte prüfe Original- und Archivlink gemäß Anleitung und entferne dann diesen Hinweis.
6. 1 2  Svante satte svenskt rekord. 24. Januar 2020, abgerufen am 13. Oktober 2020 (sv-SE).
7. ↑  Banrodel: Svante Kohala rapporterar från Innsbruck. Archiviert vom Original (nicht mehr online verfügbar) am 24. September 2020; abgerufen am 13. Oktober 2020 (schwedisch).  Info: Der Archivlink wurde automatisch eingesetzt und noch nicht geprüft. Bitte prüfe Original- und Archivlink gemäß Anleitung und entferne dann diesen Hinweis.
8. ↑  ”Surt som tusan – vad tror du Tre Kronor hade sagt?” Abgerufen am 13. Oktober 2020 (schwedisch).
9. ↑  Framgångar för våra rodelåkare | LjusteröPortalen. Archiviert vom Original (nicht mehr online verfügbar) am 30. September 2020; abgerufen am 13. Oktober 2020.  Info: Der Archivlink wurde automatisch eingesetzt und noch nicht geprüft. Bitte prüfe Original- und Archivlink gemäß Anleitung und entferne dann diesen Hinweis.
10. ↑  Tim Reynolds: US, others pull out of Luge World Cup, citing safety. 21. Februar 2020, abgerufen am 19. Juli 2020 (englisch).

| Personendaten    | Personendaten                                     |
| ---------------- | ------------------------------------------------- |
| NAME             | Kohala, Svante                                    |
| ALTERNATIVNAMEN  | Kohala, Svante Arnold Nissen (vollständiger Name) |
| KURZBESCHREIBUNG | schwedischer Rennrodler                           |
| GEBURTSDATUM     | 9. Februar 1998                                   |
| GEBURTSORT       | Norra Ljusterö                                    |